# 坂田藤十郎 (初代)
初代 坂田 藤十郎（しょだい さかた とうじゅうろう、正保4年（1647年） - 宝永6年11月1日（1709年12月1日））は、江戸時代の歌舞伎役者。俳号は冬貞、車漣。定紋は丸に外丸。元禄の時代を代表する名優で、上方歌舞伎の始祖の一人にかぞえられる。「役者道の開山」「希代の名人」などと呼ばれた。

## 来歴
京の座元だった坂田市左衛門（藤右衛門とも）の子。延宝4年（1676年）11月京都万太夫座で初舞台。延宝6年（1678年）『夕霧名残の正月』で伊左衛門を演じ、人気を得た。この役は生涯に18回演じるほどの当たり役となり「夕霧に芸たちのぼる坂田かな」と謳われ、『廓文章』など、その後の歌舞伎狂言に大きな影響を与えた。その後、京、大阪で活躍近松門左衛門と提携し『傾城仏の原』『けいせい壬生大念仏』『仏母摩耶山開帳』などの近松の作品を多く上演し、遊里を舞台とし恋愛をテーマとする傾城買い狂言を確立。やつし事、濡れ事、口説事などの役によって地位を固め、当時の評判記には「難波津のさくや此花の都とにて傾城買の名人」「舞台にによつと出給ふより、やあ太夫さまお出じゃったと、見物のぐんじゅどよめく有さま、一世や二世ではござるまい」とその人気振りが書かれている。
元禄8年（1695年）には都万太夫座座元にもなった。宝永5年（1708年）10月京都亀屋座の『夕霧』を最後に舞台活動から去り翌年に死去。墓所は天王寺区天王寺。戒名は重譽一室信士。

## 芸風
和事芸の創始者で、同時期に荒事芸を創始した初代市川團十郎と比較される。金子吉左衛門著の芸談集『耳塵集』によれば、藤十郎の芸は写実性さを追究したもので「誉められむと思はば、見物を忘れ、狂言は真のやうに満足に致したるがよし」という藤十郎自身の言葉がある。ただし、徹底的な写実性を求めるものでなく、見た目重視のところもあった。『夕霧』の伊左衛門が舞台で履物を脱ぐとき、「もし伊左衛門の足が不恰好に大きかったら客が失望する」と言って裏方に小さめの履物を用意させた。
時代物や踊りは不得手であった。『松風村雨束帯鑑』の中納言行平を演じたが不評で、行平が髪結いにやつしている場面だけが好評だった。また、怨霊物では、踊らずにひたすら手を合わせて逃げ回る演技がよかったという。そのかわり話術が巧みで女性を口説くときの場面は抜群であった。
『傾城仏の原』で、梅永文蔵を演じた藤十郎が恋人逢州の心底をたしかめるべく、わざと世間話をする場面で、あまりの冗長さに客席から苦情が出た。台詞を短くしようという忠告に、藤十郎はもう一日だけ同じやり方にしてくれをと頼み込み、昨日よりもゆっくりと世間話をすると好評だった。「昨日は、見物を笑わせる所だと思って演じた。それでいけなかった。あの場面は、逢州の心地を聞こうとしてわざと暇取らせているわけだから、そのつもりですればいいのだ。今日は長くやっても、こっちの気持ちが昨日とちがっていたから、よかったのだ」と藤十郎は成功の秘訣を語っている。
芸に対しても真摯な姿勢を崩さず、後輩の役者が、「先日あなたの通りに演じたら好評でした」と礼を述べたが、藤十郎は誉めずに、「私のままに演じたら、生涯わたしを越えられませんよ、しっかりおやりなさい」と忠告した。

## その他
- 二代目坂田藤十郎は初代の門弟。
- 菊池寛の小説に初代を主人公とした『藤十郎の恋』という作品があり、1938年と1955年に長谷川一夫主演で映画化されている。